# 北約峰會
北約峰會（NATO summit）是北大西洋公约组织成员国国家元首和政府首脑為定期评估北约活动并为其提供战略指导而舉辦的的高峰會。峰会经常被用来介绍新政策，邀请新成员加入北約，发起重大的新倡议，并与非北约国家建立伙伴关系。首屆北約峰會於1957年舉辦。